# Molenlanden
Molenlanden es un municipio de la Provincia de Holanda Meridional de los Países Bajos, creado el 1 de enero de 2019 por la fusión de dos antiguos municipios: Giessenlanden y Molenwaard.

## Galería

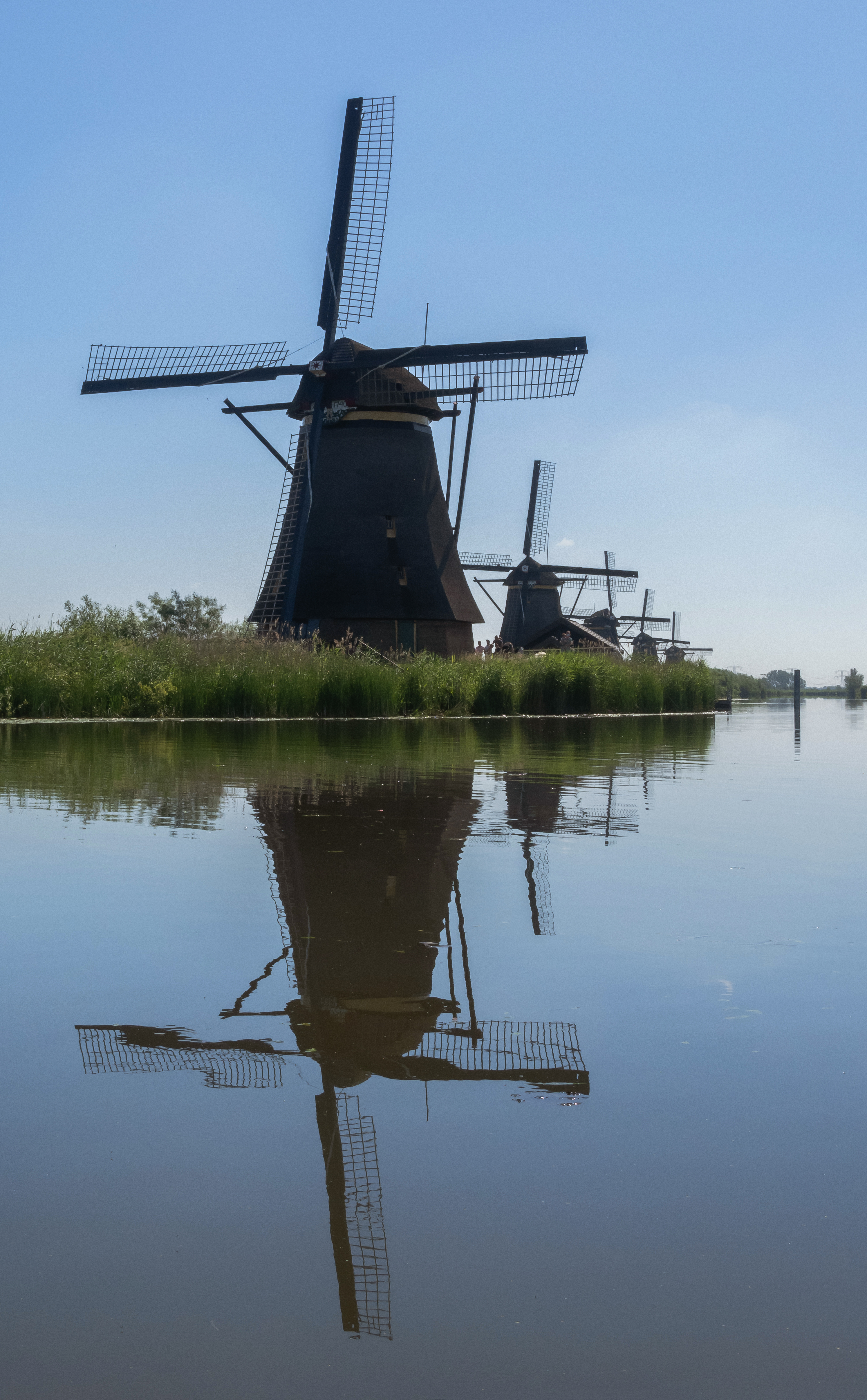
Kinderdijk, los molinos: Overwaard molens no 4 t/m 8
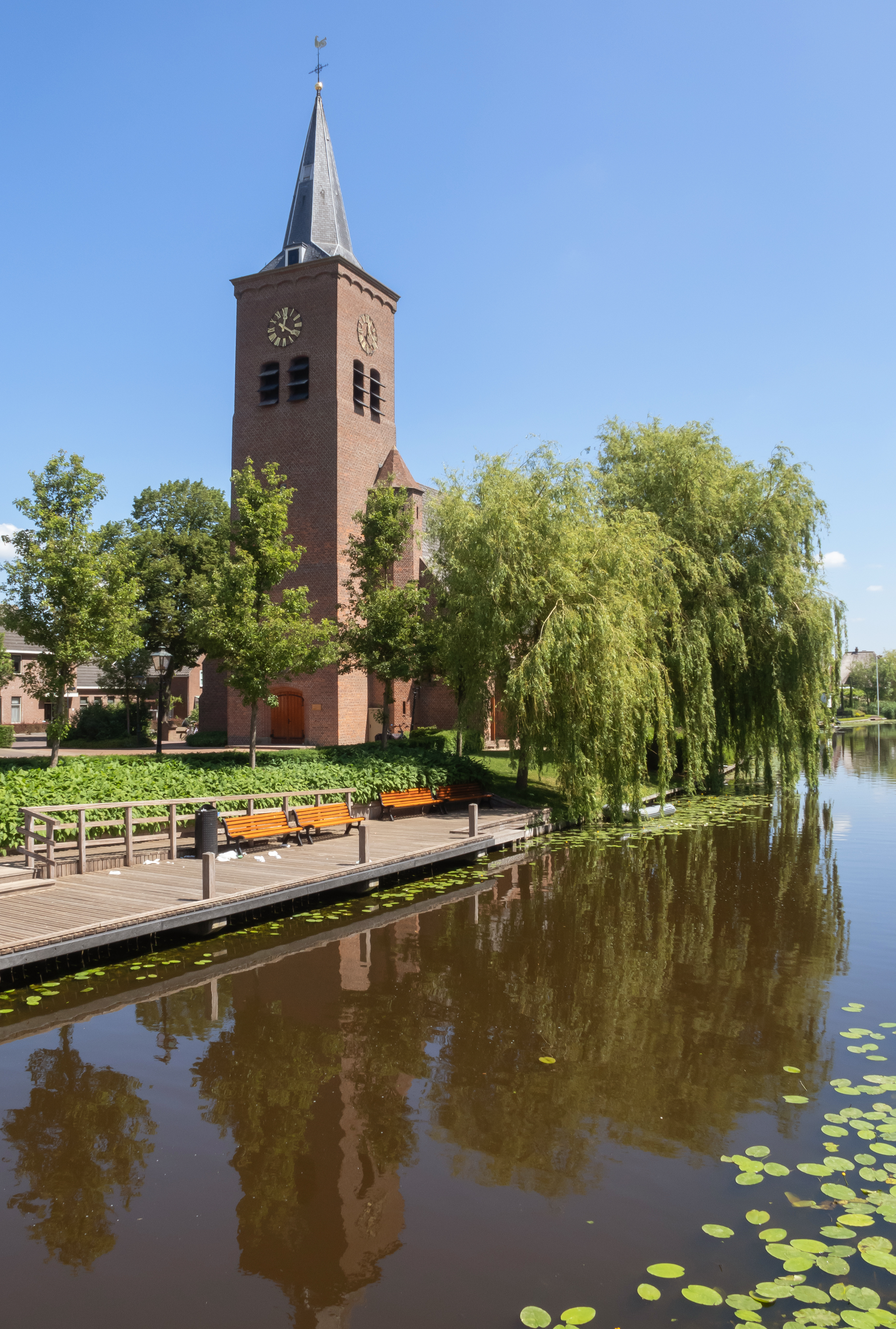
Bleskensgraaf, la iglesia protestante
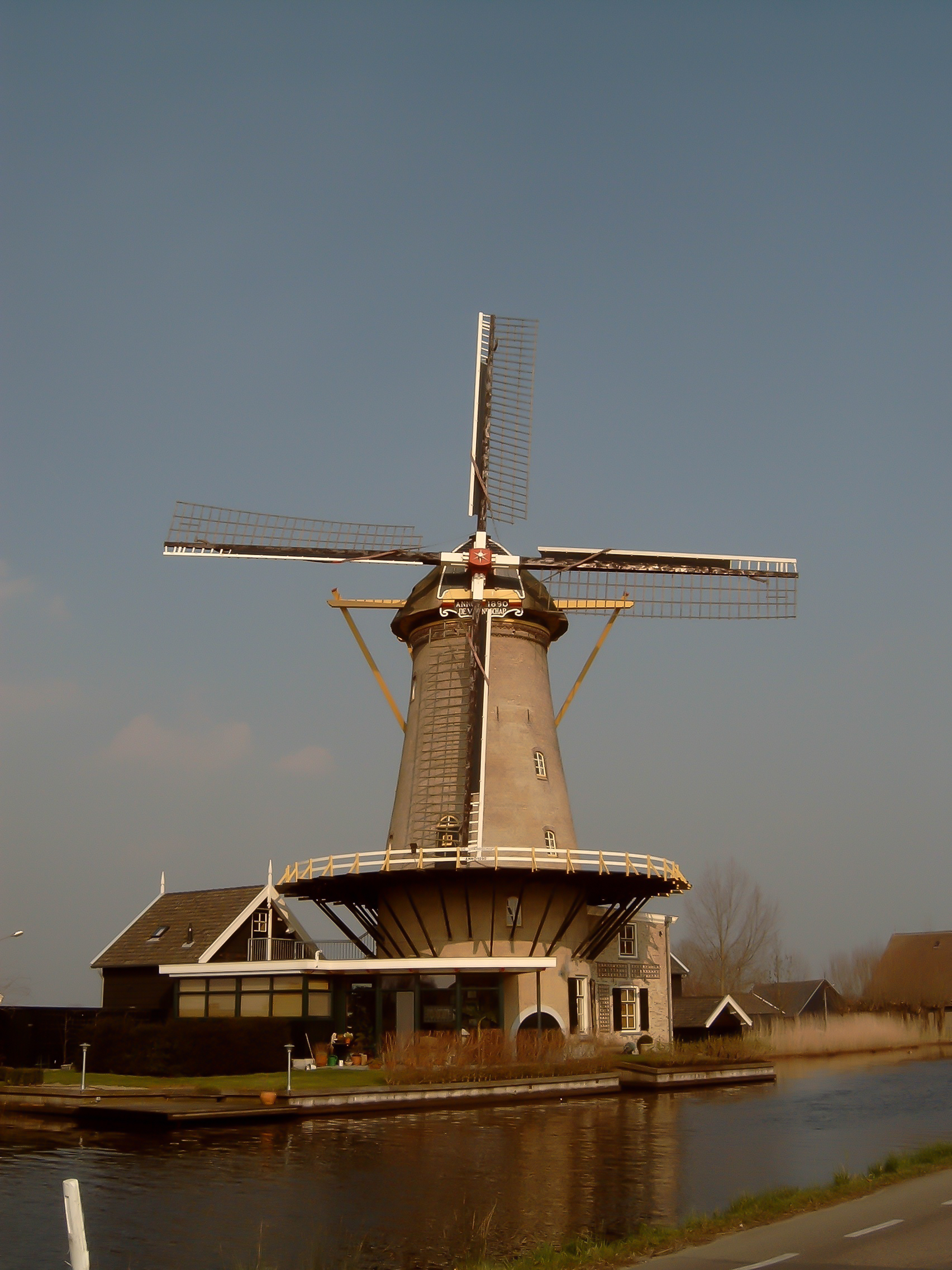
Bleskensgraaf, el molino: molen de Vriendschap
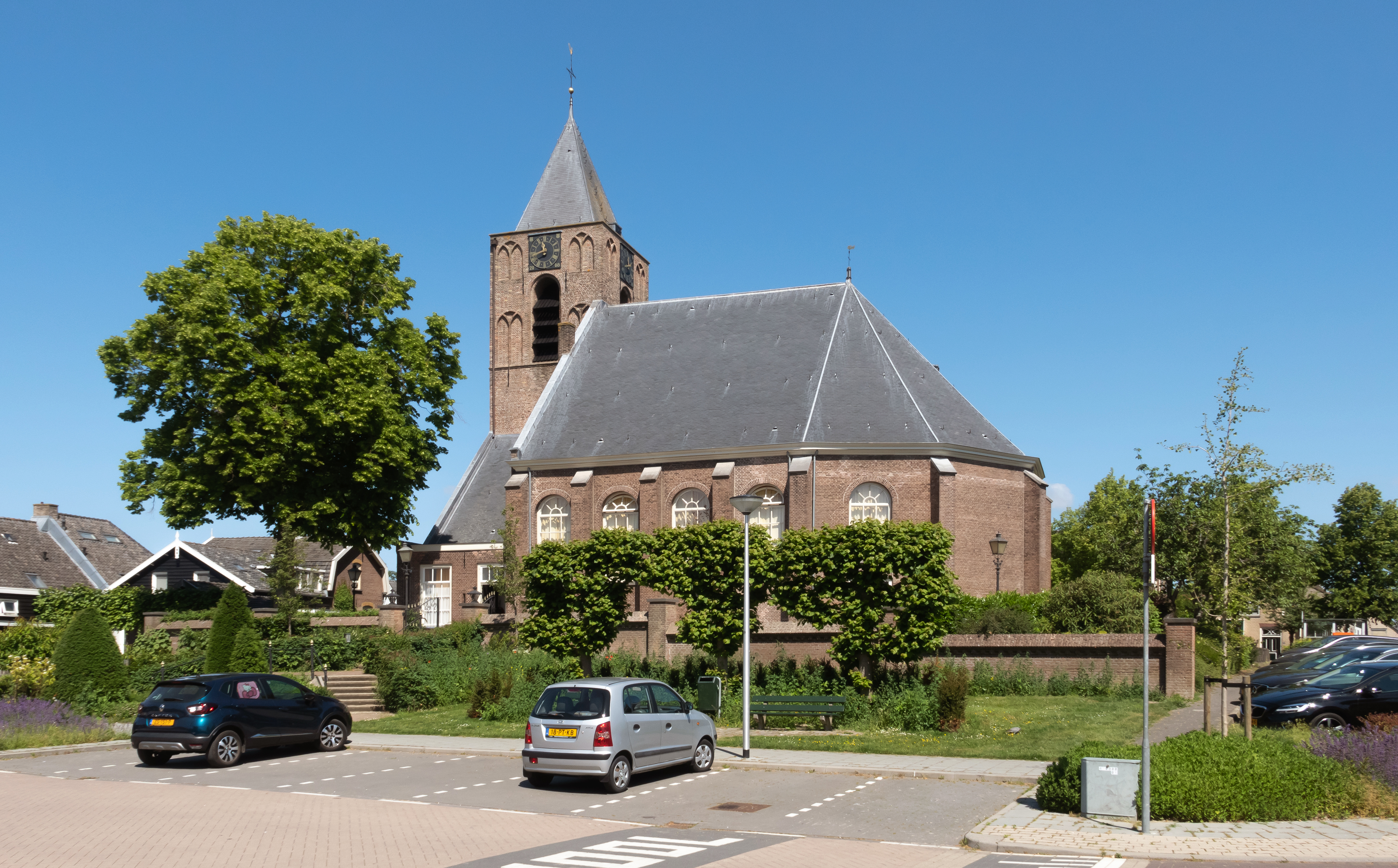
Oud-Alblas, la iglesia protestante
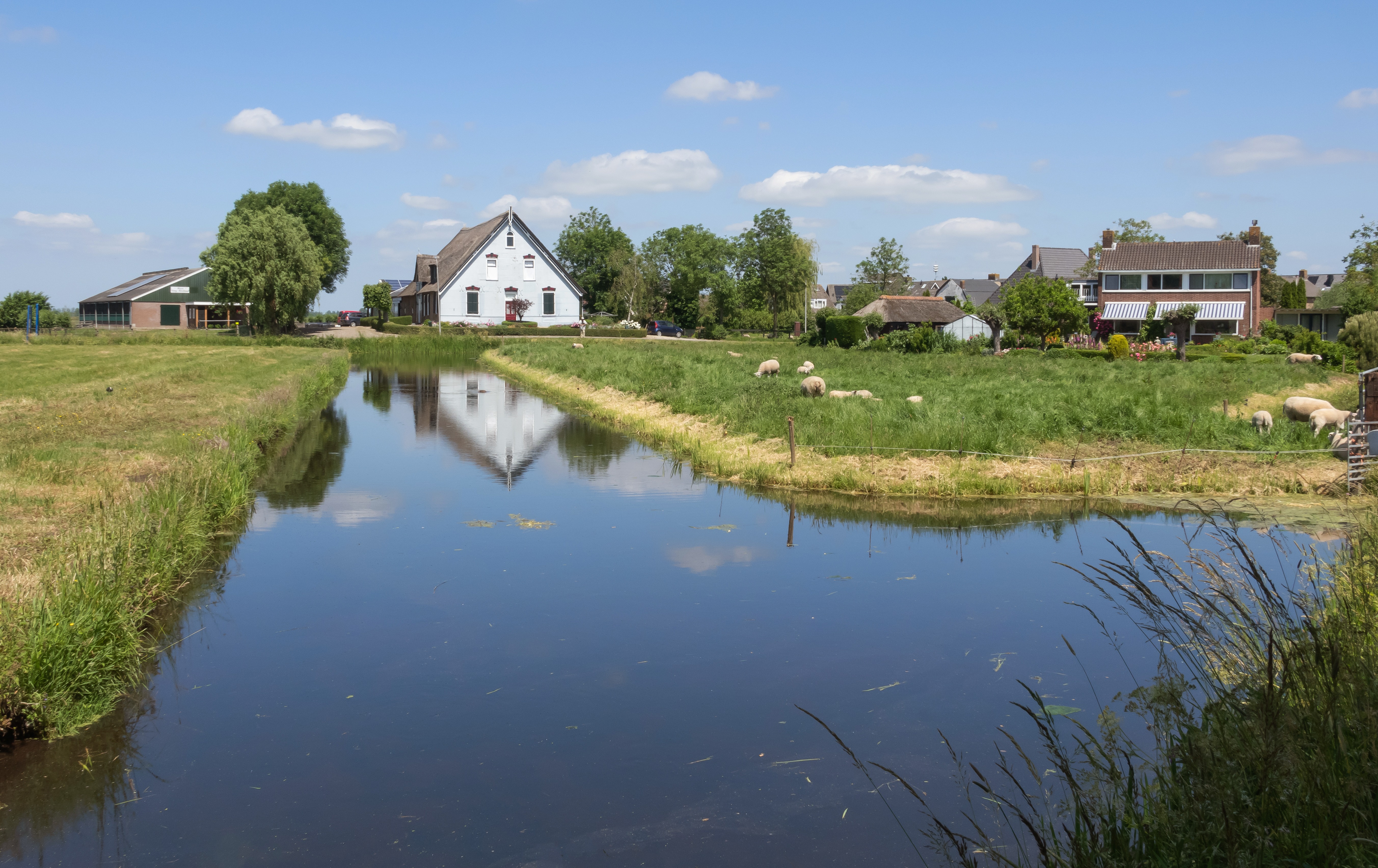
entre Ottoland y Vuilendam, vista de la granja en el pólder
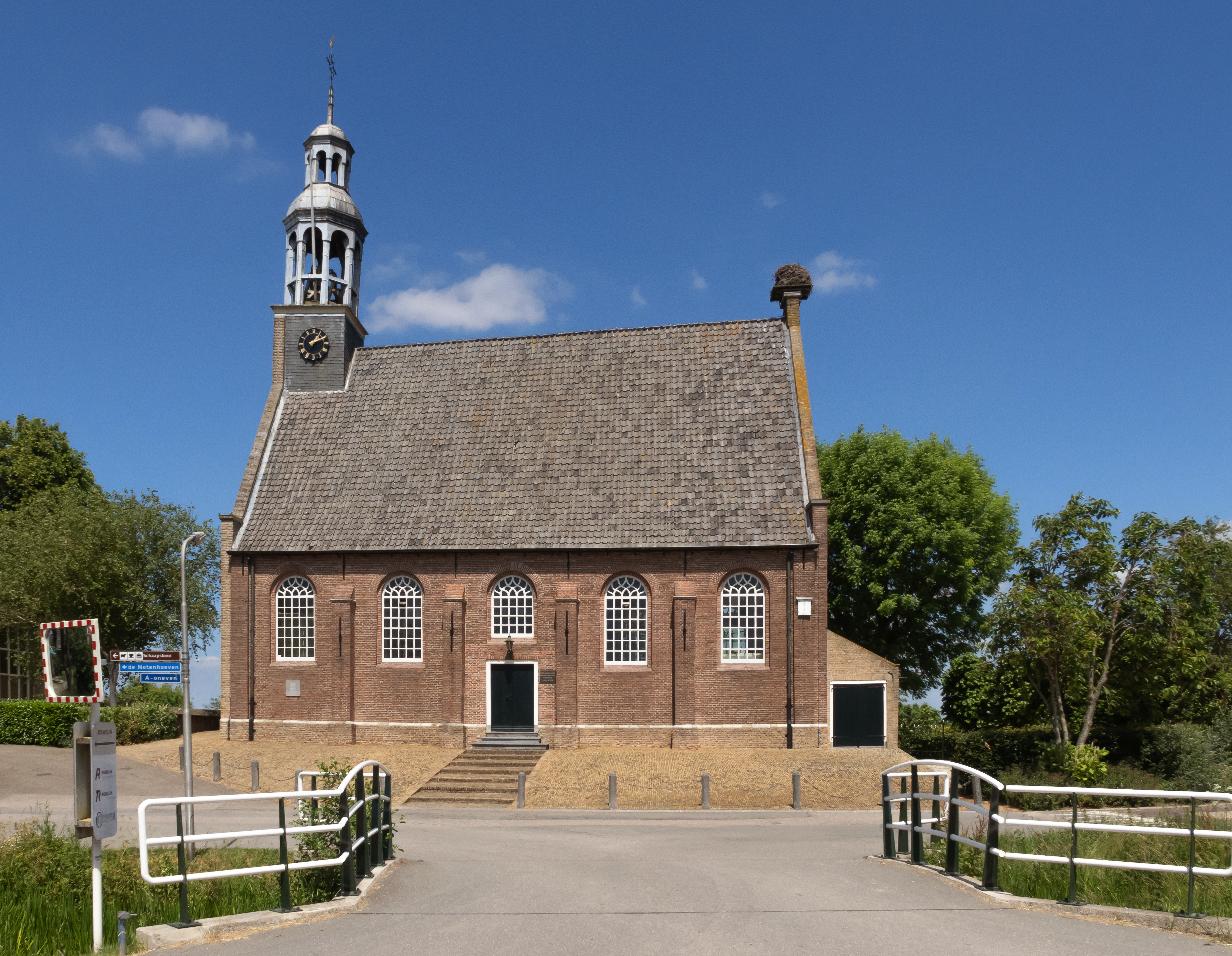
Ottoland, la iglesia protestante
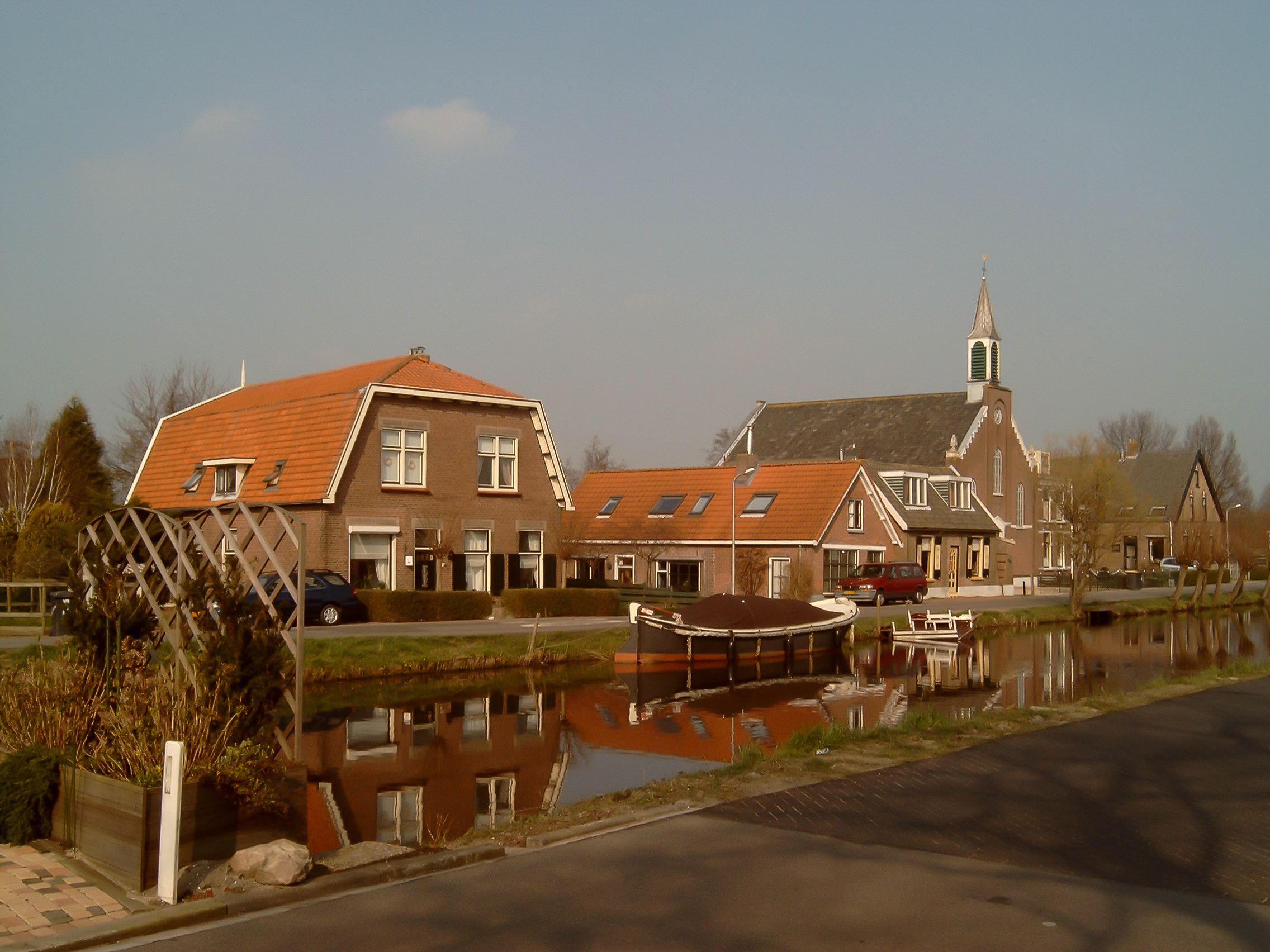
Brandwijk, la vista de la pueblo